# Question (мини-альбом)
Question — второй мини-альбом южнокорейской гёрл-группы CLC. Был выпущен 28 мая 2015 года лейблом Cube Entertainment при поддержке CJ E&M Music.

## Предпосылки и релиз
CLC дебютировали 19 марта 2015 года, снискав достаточный интерес у публики, и в мае стало известно, что группа готовится к выходу ещё одного мини-альбома, получившего название Question. Авторами главного сингла «궁금해 (Like)» выступили уже ранее работавший над дебютным мини-альбомом Со Чжэ Ву, Big Sancho и Сон Ён Чжин.
Question был выпущен в полночь 28 мая на всех музыкальных сервисах.

## Промоушен
В день выхода альбома у группы состоялся камбэк-стейдж на M!Countdown. В дальнейшем CLC выступали на Music Core, Inkigayo и других музыкальных шоу.

## Реакция критиков
Альбом получил хорошие отзывы музыкальных критиков. Популярный новостной портал All K-Pop в целом оценил релиз положительно, но отметил, что предыдущий сингл «Pepe» был «лучше во многом, в отличие от ‘Like’», и порекомендовал к прослушиванию композиции «Hey Yo» и «Lucky», а сам альбом описал как «то, ради чего Джастин Тимберлейк сделал бы себе тату» и «идеальным летним релизом».
Портал FunCurve оценил альбом положительно, но главному синглу и композиции «Lucky» дал среднюю оценку; в частности, бридж в «Lucky» был описан «слишком монотонным».

## Список композиций
| №  | Название                   | Текст песни                        | Музыка                             | Аранжировка                        | Длительность |
| -- | -------------------------- | ---------------------------------- | ---------------------------------- | ---------------------------------- | ------------ |
| 1. | «Hey-Yo»                   | Big Sancho, FERDY, Ли Брайн Ди     | Big Sancho, FERDY                  | Big Sancho, FERDY                  | 3:34         |
| 2. | «Curious (Like)» (궁금해)  | Big Sancho, Со Чжэ Ву, Сон Ён Чжин | Big Sancho, Со Чжэ Ву, Сон Ён Чжин | Big Sancho, Со Чжэ Ву, Сон Ён Чжин | 3:45         |
| 3. | «Lucky»                    | Duble Sidekick, Seion, Дэвид Ким   | Duble Sidekick, Seion              | 영광의 얼굴들                      | 3:09         |
| 4. | «Hide and Seek» (숨바꼭질) | Ильхун                             | Чо Сон Хо, FERDY                   | Чо Сон Хо, FERDY                   | 3:20         |
| 5. | «What Do I Do» (어쩌죠)    | Big Ssancho, Сон Ён Чжин           | Сон Ён Чжин                        | Сон Ён Чжин                        | 3:48         |

## Продажи и сертификации
| Страна           | Продажи |
| ---------------- | ------- |
| Республика Корея | 4,575   |

## Позиции в чартах
| Чарт (2015)      | Позиция в чарте |
| ---------------- | --------------- |
| Gaon Album Chart | 9               |